# Valle del Bidente
La Valle del Bidente è un territorio di grande valore archeologico. Comprende la villa romana fortificata tardo-antica di Meldola, un acquedotto e altre ville romane rustiche, e la città di Mevaniola, capoluogo romano dell'area prima di Forlì, nei pressi di Galeata, nota per la prima attestazione di acquedotto pubblico della storia.

## Descrizione
Risalendo il Bidente verso monte si attraversano i territori dei comuni di Meldola, Civitella di Romagna, Galeata e Santa Sofia. Il corso d'acqua si biforca (da cui il nome "bidente") raccogliendo una notevole porzione delle acque che scendono dall'Appennino tosco-romagnolo, compreso il territorio di Bagno di Romagna. 
Tutte queste località furono attraversate nel Medioevo dalla strada Romipeta, che conduceva i pellegrini a Roma lungo la Val Tiberina, strada attestata in un itinerario descritto minuziosamente, ad uso dei pellegrini, databile a circa il 1200.
Il fiume perde nei pressi della frazione Ronco di Forlì il nome Bidente, acquisendo quello di Ronco.
Oggi le acque del Bidente sono state in parte convogliate nella Diga di Ridracoli, che fornisce una notevole riserva d'acqua potabile per l'Acquedotto della Romagna, che rifornisce di acqua di buona qualità gran parte della Romagna fino al mare.
Nell'ultimo ventennio del Novecento Fabio Lombardi ha compiuto una notevole ricerca sul campo sulle tradizioni popolari e di strumenti musicali popolari che ha mostrato l'esistenza di una vitalità culturale unica, seppure in rapido degrado, con l'evidenziazione di strumenti musicali che risalgono a periodi remotissimi (preistoria) e di altri che si credevano abbandonati nell'uso, sia colto che popolare, fin dal Rinascimento, come ad esempio: cetra idioglottide a zattera da Santa Sofia; flauto diritto in canna Arundo Donax con canale di insufflazione composto da un piano inclinato con occlusione da completare con la lingua, da Forlimpopoli; tabot pipe, uno strumento medievale che si riteneva scomparso dall'uso popolare fin dalla fine del Settecento, da Santa Sofia.